# جانی داگلاس
جانی داگلاس (انگلیسی: Johnny Douglas؛ ۳ سپتامبر ۱۸۸۲ – ۱۹ دسامبر ۱۹۳۰) یک بازیکن فوتبال، و بازیکن کریکت اهل بریتانیا بود.